# Copa Gobernación del Valle
La Copa Gobernación del Valle o Torneo Relámpago de Cali fue un torneo cuadrangular de fútbol disputado en la ciudad de Cali en el año 1979, en este certamen tomaron parte los equipos representativos de la ciudad de Cali; América de Cali y Deportivo Cali, el Cúcuta Deportivo y el Argentinos Juniors de Diego Armando Maradona este último gran atracción y goleador del torneo.

## Equipos participantes
- América de Cali
- Deportivo Cali
- Cúcuta Deportivo
- Argentinos Juniors

## Resultados

### Semifinales
| 11 de febrero de 1979 | Deportivo Cali           | 2:0' | Cúcuta Deportivo | Pascual Guerrero, Cali          |                                 |
|                       | Scotta 38' · Álvarez 43' |      |                  | Árbitro(s): Guillermo Velasquez | Árbitro(s): Guillermo Velasquez |

| 11 de febrero de 1979 | América de Cali                          | 3:2' | Argentinos Juniors | Pascual Guerrero, Cali     |                            |
|                       | Cáceres 20' · Pascuttini 53' · Mafla 74' |      | Maradona 73', 77'  | Árbitro(s): Henrry Agudelo | Árbitro(s): Henrry Agudelo |

### Tercer lugar
| 14 de febrero de 1979 | Cúcuta Deportivo | 1:5' | Argentinos Juniors                       | Pascual Guerrero, Cali     |                            |
|                       | Magán 48'        |      | Maradona 37', 55', 65', 75' · Suárez 87' | Árbitro(s): Henrry Agudelo | Árbitro(s): Henrry Agudelo |

### Final
| 14 de febrero de 1979 | América de Cali          | 2:2' | Deportivo Cali         | Pascual Guerrero, Cali          |                                 |
|                       | Cáceres 57' · Lucumí 82' |      | Otero 21' · Moreno 59' | Árbitro(s): Guillermo Velasquez | Árbitro(s): Guillermo Velasquez |

| Tiros desde el punto penal |  |     |  |         |
| Cáceres                    |  | 1:0 |  | Álvarez |
| Caicedo                    |  | 2:0 |  | Caicedo |
| Chaparro                   |  | 3:1 |  | Correa  |
| Viafara                    |  | 4:2 |  | Umaña   |

| Colombia                |
| Campeón América de Cali |